# AB Robert Ditzinger

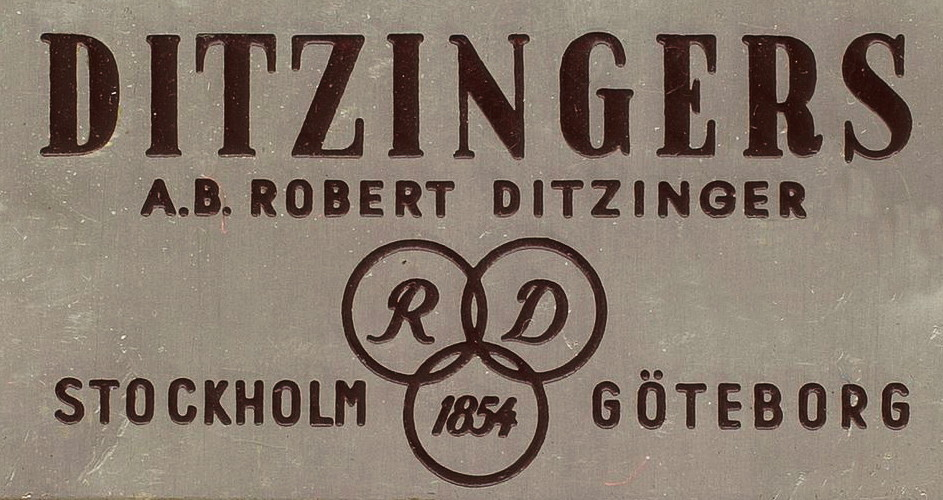
AB Robert Ditzinger, möbelskylt.

AB Robert Ditzinger var en svensk heminredningsfirma i Stockholm som grundades år 1854 av affärsmannen Robert Ditzinger och fanns kvar till år 2005.

## Släkten Ditzinger
Släkten Ditzinger invandrade med handskmakaren Johan Fredrik Ditzinger (död 1748) omkring år 1700 från Tyskland till Sverige. Dennes sonson var snickarmästaren Gustaf Adolf Ditzinger och hans sonson var lärfthandlaren i Stockholm Robert Ditzinger (1826–1891). Den senare grundade aktiebolaget Robert Ditzinger 1854 och var liberal riksdagsman i borgarståndet åren 1859–1860 och 1862–1863. Robert Ditzinger ligger begravd  på Norra begravningsplatsen där han gravsattes den 30 juli 1891.

## Företaget Robert Ditzinger

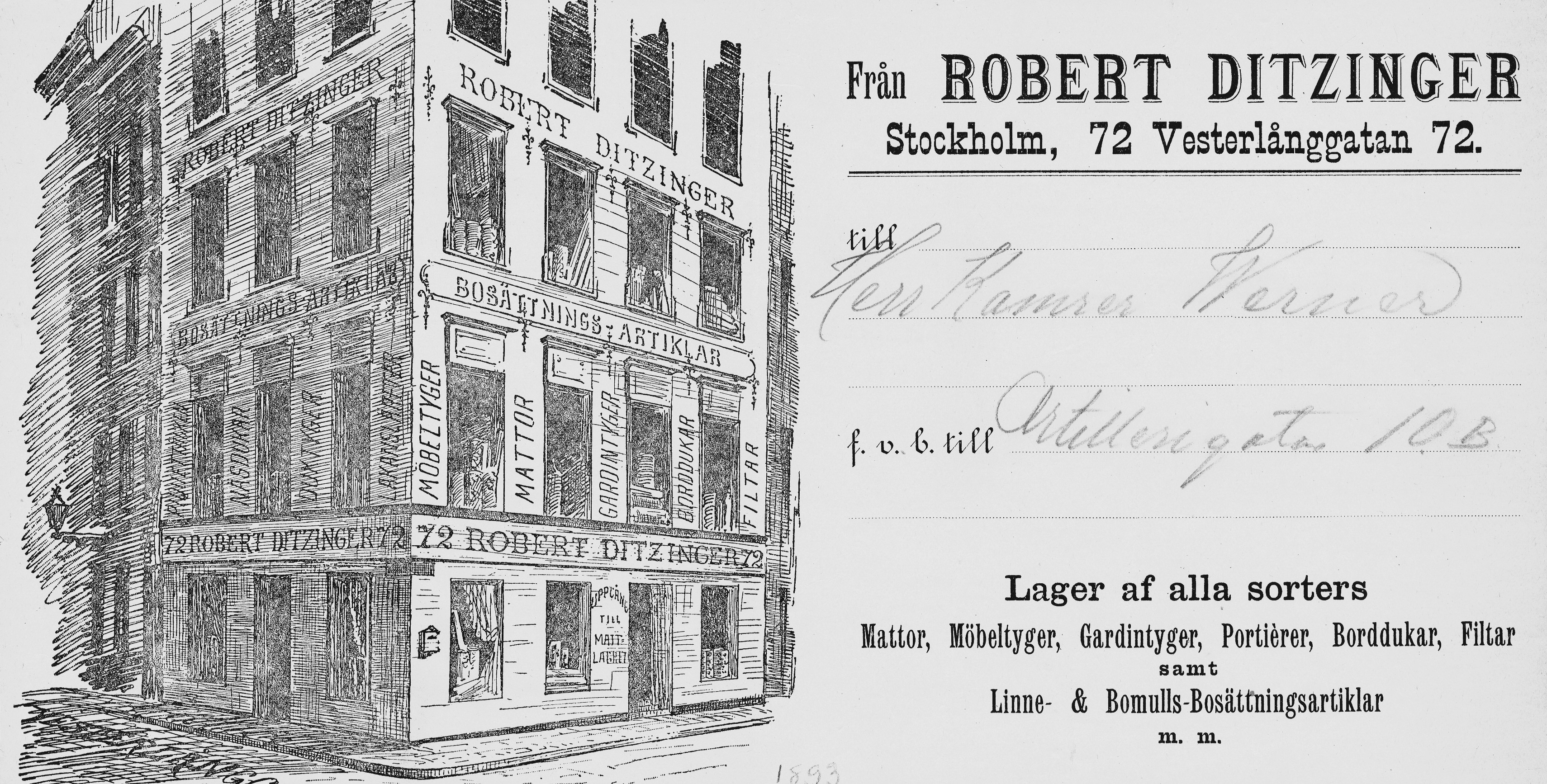
Ditzingers tidningsannons från 1893 med stamhuset vid Västerlånggatan 72-74.

Robert Ditzingers inrednings- och bosättningsfirma bildades 1854 och hade specialiserat sig på tyger av olika slag. Från 1800-talets slut och fram till 1966 hade firman sitt varuhus i fastigheten Deucalion 10 i hörnet Västerlånggatan 72-74 / Funckens gränd 1. Enligt en samtida tidningsannons såldes här bland annat mattor, möbeltyger, gardintyger, borddukar, filtar, linne- och bomullsbosättningsartiklar. Efter Robert Ditzingers död 1891 leddes firman av Oscar Schroff och efter 1936 av dennes son Robert Schroff. Efter Robert Schroffs död 1959 leddes firman av hans svärson Thomas Engel fram till dess att hans mellersta son Richard Engel tog över företaget 1990.
På 1950- och 1960-talen hade Ditzingers även försäljning i huset Kornhamnstorg 57, vars butiksytor via interna trappor hade byggts ihop med Västerlånggatans lokaler. Deras ljusreklam på fasaden mot Kornhamnstorg fanns kvar till långt in på 1970-talet och blev ett välkänt inslag i stadsbilden. Som mest hade Ditzingers filialer utöver i Stockholm även i Göteborg, Sundsvall och Örebro. Robert Ditzingers heminredningsfirma fanns kvar i olika former fram till januari 2005 då företaget gick i konkurs.